# 川久保拓司
川久保拓司（かわくぼ たくじ、1981年12月17日—），日本男演員、電視藝人，東京都大田區出身，現為自由職業者。於立教大學經濟學部經濟學科畢業。

## 經歷
川久保於在高中時在原宿被星探發掘，並在可口可樂廣告中首次亮相。大學期間被選為“立教先生”。
2003年，川久保以演員身份出道。同年3月參演美輪明宏導演的舞台劇《黑蜥蜴》 ，並在9月客串特攝電視劇《假面騎士555》飾演太田信吾。
2004年10月，川久保首次參演圓谷製作的特攝電視劇《超人力霸王納克斯》，並在劇中飾演首位並沒有變身為超人力霸王的主角孤門一輝，直到最終話之前，此外，他還負責於《納克斯》合輯DVD和《超人力霸王列傳》中納克斯合輯的旁白，以及PSP遊戲《Heroes Vs.》中納克斯的配音。
2010年4月至2010年12月，擔任中京電視台《news every》的主持人，從2011年3月起，他將與喜劇二人組空手道進行每月一次的現場談話。
2015年10月10日，宣布與普通女性結婚。2016年3月23日，長子出生。2019年12月17日，在38歲生日時次子出生。
2021年5月31日，川久保宣布離開了星塵傳播。並從6月1日起以自由職業者身份活躍。

## 演出作品

### 電視劇
- 《假面騎士555》 第33・34話（2003年9月14日・21日、朝日電視台） - 太田信吾 役
- 《こちら本池上署 第3シリーズ》 第10話（2004年3月、TBS） - 向井友則 役
- 超人力霸王系列
  - 《超人力霸王納克斯》（2004年10月2日 - 2005年6月25日、CBC） - 孤門一輝
  - 《超人力霸王X》 第20話（2015年12月8日、テレビ東京） - 橘祥吾 役（友情出演）
- 《こちら本池上署 第4シリーズ》 第4話（2004年11月、TBS）
- 《夜王〜YAOH〜 》第11話（2006年3月、TBS）
- 《紅の紋章》（2006年10月 - 12月、東海テレビ） - 辻珠彦 役
- 《夢路 YUMEJI》 第3話（2007年4月、TBS）
- 《恋する日曜日第3シリーズ》 第20話「30-Thirty-」（2007年5月、BS-TBS） - 健二 役
- 《怪談新耳袋スペシャル〜黒い男たち〜》（2007年6月、BS-TBS）
- 《週刊 赤川次郎「青春の決算」》（2007年9月、テレビ東京） - 大山真澄 役
- 《風魔小次郎》（2007年10月 - 12月、テレビ東京） - 飛鳥武蔵 役
- 《時代劇スペシャル「母恋ひの記」〜谷崎潤一郎『少将滋幹の母』より〜》（2008年12月13日、NHK） - 藤原敦忠 役
- 《Ghost Friends》（2009年4月2日 - 6月4日、NHK） - 永井拓海 役
- 《ハンチョウ〜神南署安積班〜》 第11話（2009年6月22日、TBS） - 桑田康之 役
- 《金曜プレステージ ホストの女房》（2009年9月4日、フジテレビ）
- 《オトコマエ!2 》第13話（2009年12月5日、NHK） - 倉田隆成 役
- 《勇者義彥系列》- ポンジ 役
- 《勇者義彥和魔王之城》第8話（2011年8月26日、テレビ東京）
- 《勇者義彥和被引導的七人》第8話（2016年11月25日、テレビ東京）
- 《超人力霸王列傳》 第19話（2011年11月9日、テレビ東京） - ナレーション
- 《幸せの時間》(2012年11月 - 12月、東海テレビ） - 篠田俊夫 役
- 《ぐいぐいゾンビ》 第1話（2013年4月、NHK Eテレ）
- 《放課後グルーヴ 》最終話（2013年6月24日、TBS） - ピザ屋 役
- 《天魔先生來了 》 第9話（2013年9月16日、TBS） - 加瀬 役
- 《青之炎》（2014年7月 - 9月） - 村上 役
- 《私たちがプロポーズされないのには、101の理由があってだな》 第10話（2015年1月13日、LaLa TV） - 洋一郎 / 佑司 役
- 《きみはペット》 第2・8・10・11話（2017年2月6日 - 6月19日、フジテレビ） - 伊集院隼人 役
- 《Miss Devil 人事惡魔·椿真子》 第4話 (2018年5月5日、日本テレビ） - 高木繁克 役
- 《昭和元祿落語心中》（2018年10月12日 - 12月14日、NHK総合 ドラマ10） - 円屋萬月 役
- 《我是大哥大》 第9話（2018年12月9日 、日本テレビ） - 偽三橋 役

### 電影
- 《下妻物語》（2004年）
- 《超級惡魔人》（2004年）
- 《最終兵器少女》（2006年） - ナカムラ 役
- 《TAKAMINE〜アメリカに桜を咲かせた男〜》（2011年） - 豊田佐吉 役
- 《我只是還沒有全力以赴》（2013年） - 田中 役

## 外部連結
- 川久保FP事務所 （页面存档备份，存于）
- 川久保拓司オフィシャルブログ「Hang in there!」 （页面存档备份，存于）
- 川久保拓司的X（前Twitter）
- 川久保拓司的Instagram帳戶